# Кольонія-Мислівчув
Кольонія-Мислівчув (пол. Kolonia Myśliwczów) — село в Польщі, у гміні Вельґомлини Радомщанського повіту Лодзинського воєводства.
Населення — 62 особи (2011).
У 1975-1998 роках село належало до Пйотрковського воєводства.

## Демографія
Демографічна структура станом на 31 березня 2011 року:
|          | Загалом | Допрацездатний вік | Працездатний вік | Постпрацездатний вік |
| -------- | ------- | ------------------ | ---------------- | -------------------- |
| Чоловіки | 35      | 5                  | 26               | 4                    |
| Жінки    | 27      | 4                  | 12               | 11                   |
| Разом    | 62      | 9                  | 38               | 15                   |